# Martha Wadsworth Brewster
Martha Wadsworth Brewster (ur. 1710, zm. ok. 1757) – była amerykańską poetką, pierwszą rodowitą amerykanką publikującą pod własnym nazwiskiem. Urodziła się, mieszkała i prawdopodobnie zmarła w miejscowości Lebanon w stanie Connecticut. Byłą żoną Olivera Brewstera i miała z nim dwoje dzieci, córkę Ruby i syna Wadswortha. Pisała między innymi wiersze z akrostychem (An Acrostick for my Only Son, An Acrostick for my Only Daughter). Wydała tomik Poems on Divers Subjects (Wiersze na różne tematy, New London 1757, Boston 1758).